# Encentrum murrayi
Encentrum murrayi är en hjuldjursart som beskrevs av David Bryce 1922. Encentrum murrayi ingår i släktet Encentrum och familjen Dicranophoridae. Inga underarter finns listade i Catalogue of Life.